# Bordalo II

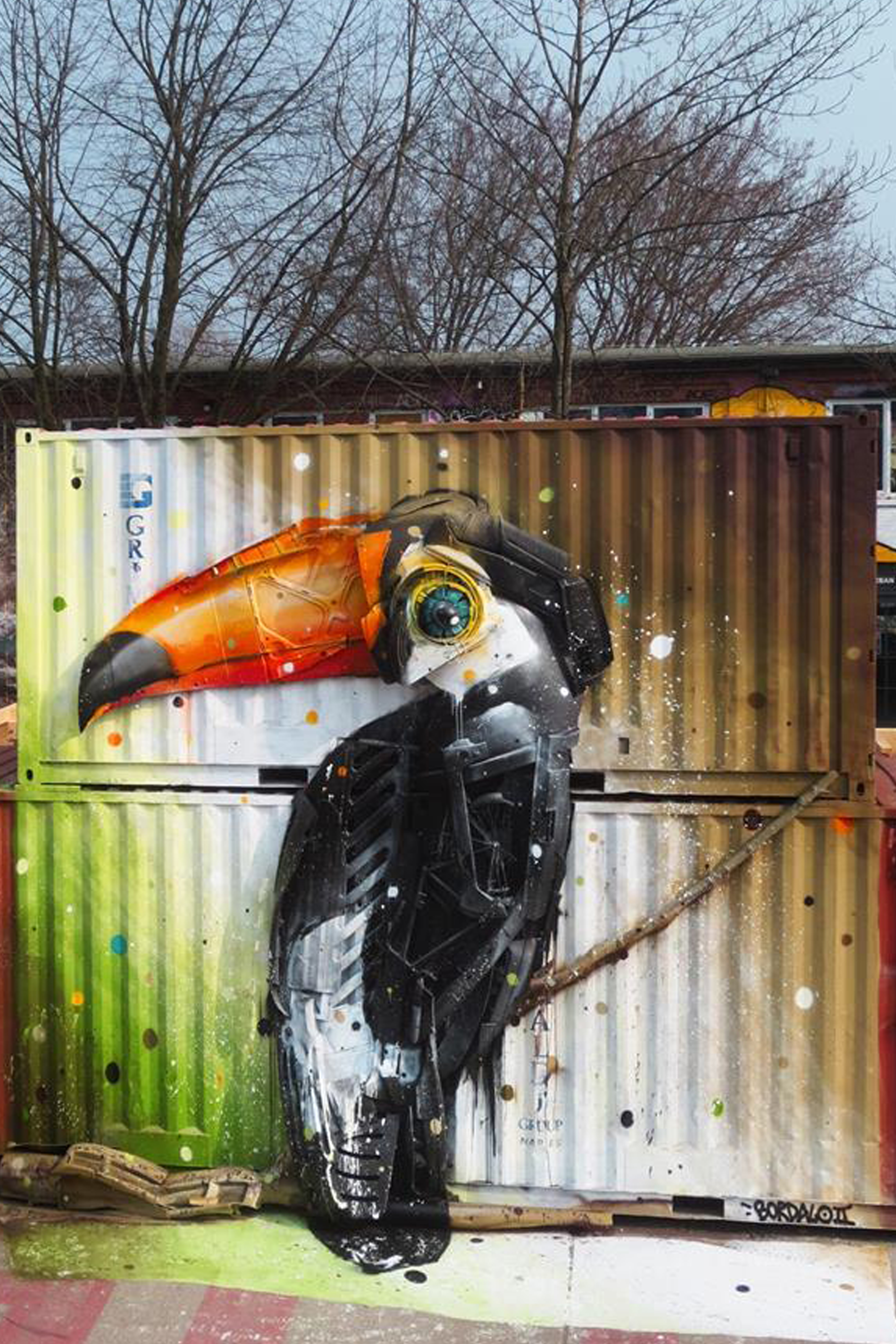
Tucan Berlim (2016)

Artur Bordalo, mais conhecido pela alcunha artística Bordalo II ou Bordalo Segundo, nascido em Lisboa em 1987, é um grafiteiro e artista plástico português. É neto do também pintor Artur Real Chaves Bordalo da Silva, conhecido como Real Bordalo.   

## Carreira

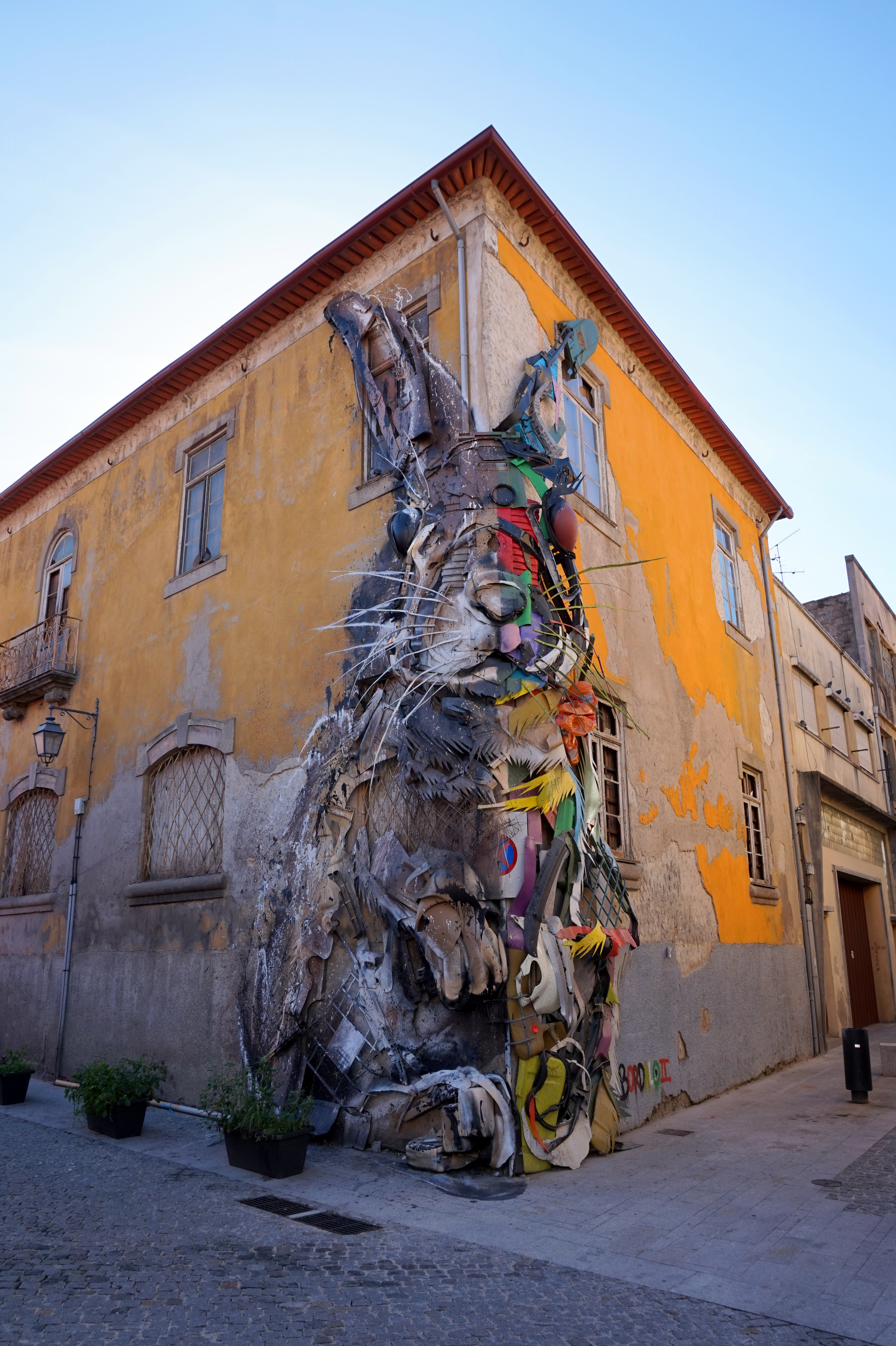
Coelho feito de resíduos em Vila Nova de Gaia (2017)

Estudou na Faculdade de Belas Artes da Universidade de Lisboa, mas nunca terminou o curso.
A sua arte baseia-se na utilização de resíduos urbanos, guiado pelo lema «o lixo de um pode ser o tesouro de outro». Tomando como ponto de partida o graffiti, empregando pintura em spray, usa objectos abandonados, desperdícios e refugos procedentes de obras, ruínas de edifícios, carros e fábricas, entre outros, misturando-as para criar um novo objecto artístico. Pretende deste modo denunciar uma sociedade «extremamente consumista, materialista e avarenta» e promover a «sustentabilidade, consciência ecológica e social». Como consequência, os seu graffitis são tridimensionais, ultrapassando em muitas ocasiões os limites do plano, convertendo-se em baixo-relevos e alto-relevos. 
Nas suas obras é revelada a influência de artistas como Joseph Beuys, que acreditava que a única força capaz de mudar a humanidade e a ordem social era a arte, a partir da criatividade humana. Mas, também, os ready-mades de Marcel Duchamp, as colagens de Pablo Picasso e Georges Braque, entre outras criações que transformaram a nossa percepção perante uma obra de arte.

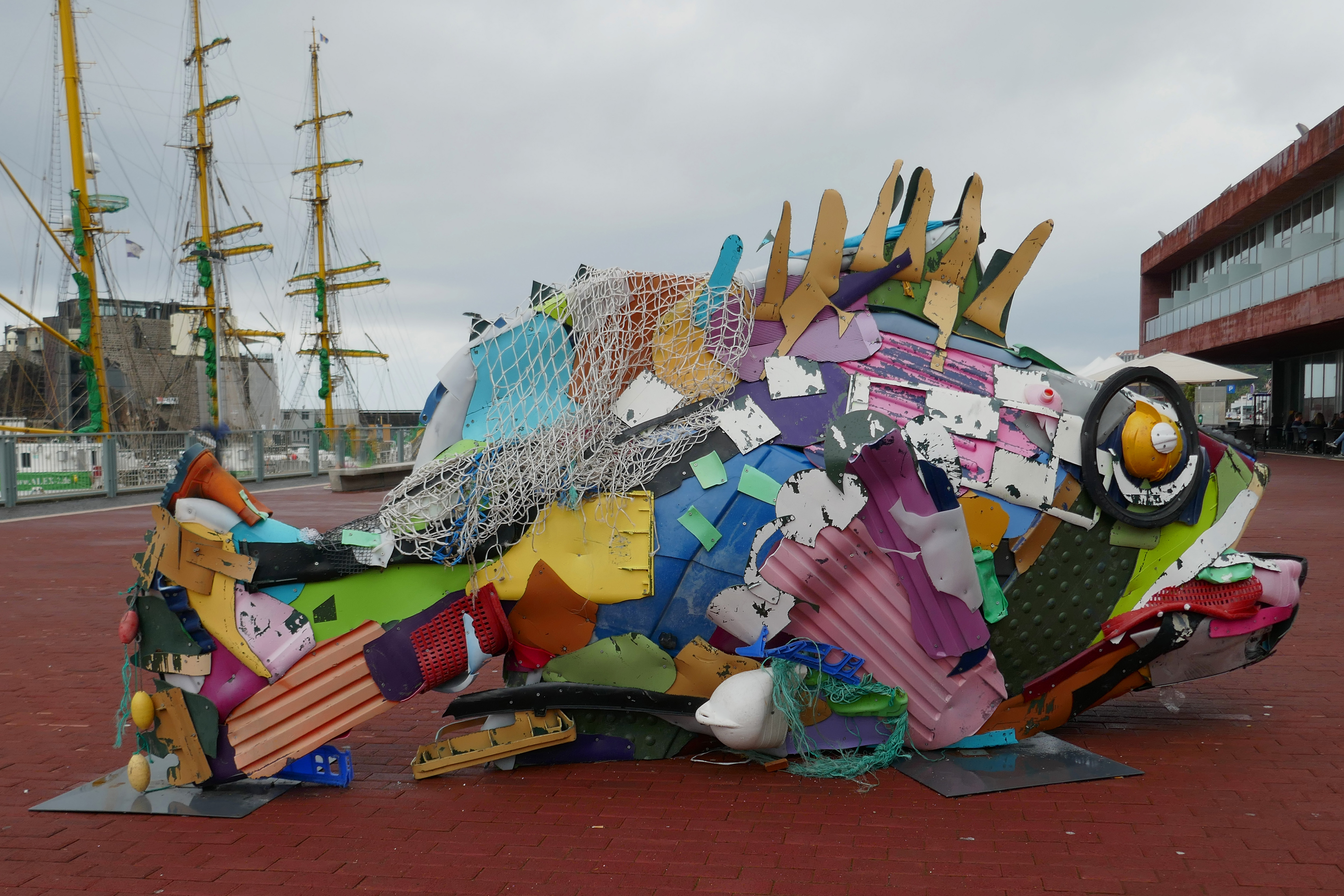
Lixo de peixe (2022) no porto do Funchal

Desde 2012, Bordalo Segundo já realizou cerca de duzentas esculturas de animais de mais de 60 toneladas de materiais reciclados. As suas instalações podem ser encontradas em todo o mundo e representam assim um manifesto universal. É também famoso pela série ferroviária realizada no seu país de origem, na qual utiliza engenhosamente vias férreas para a sua arte.

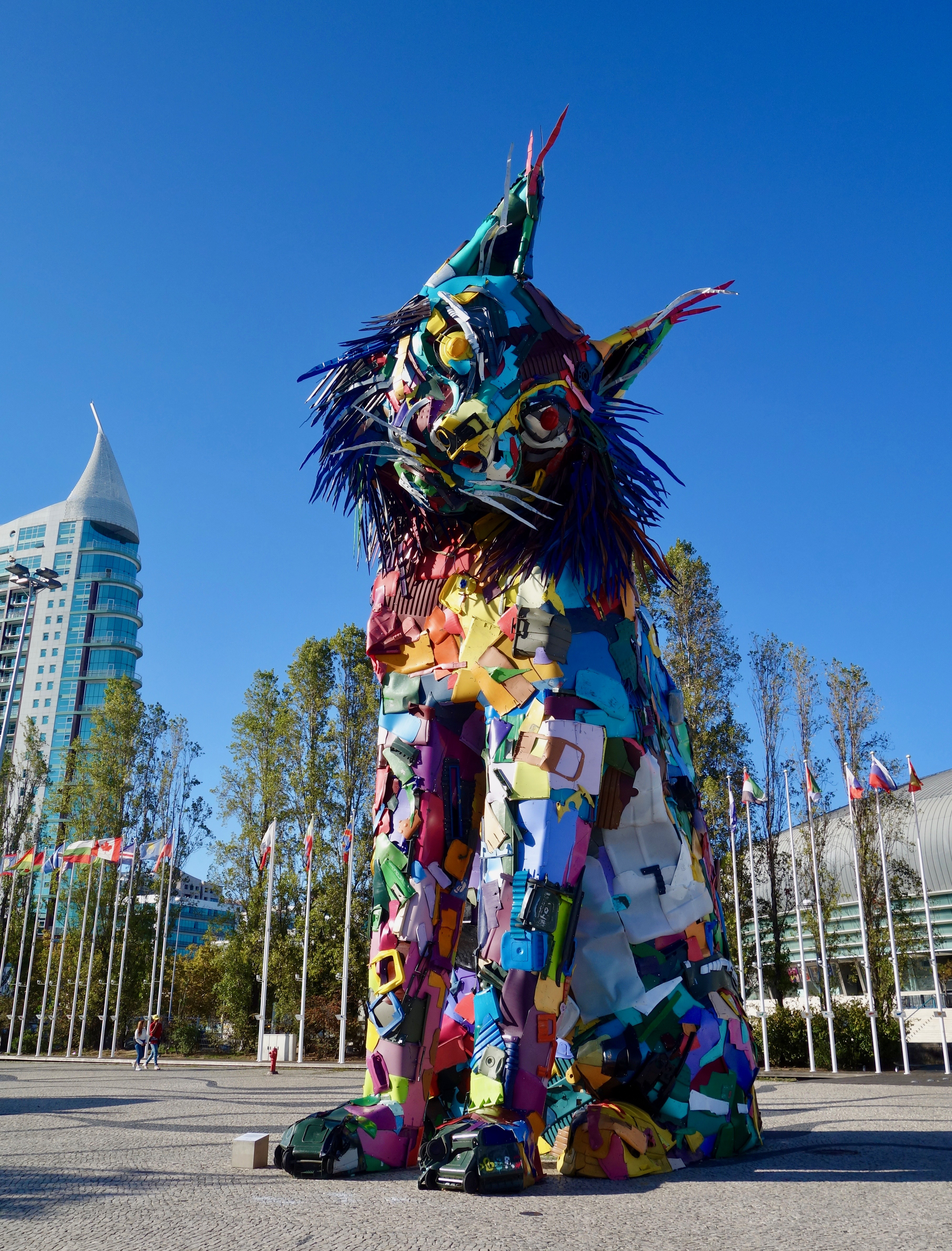
Feito a partir de lixo e plástico, Iberian Lynx é uma instalação artística no Parque das Nações (Lisboa)

Em 2023, realizou uma exposição em Macau, na China, onde foi convidado pelo Governo local para construir duas instalações, uma nos Estaleiros Navais de Lai Chi Vun, em Coloane, e outra no Passadiço da Antiga Fábrica de Panchões Iec Long, na Taipa.

## Exposições

### Individuais
| Título                  | Ano  | Galeria/Evento         | Lugar   |
| ----------------------- | ---- | ---------------------- | ------- |
| Tornar o banal original | 2011 | Montana Shop & Gallery | Lisboa  |
| System Boys             | 2013 | Outsiders Factory      | Lausana |
| World Gone Crazy        | 2014 | Arte Periférica        | Lisboa  |
| Pânico, drama, terror   | 2015 | Arte Periférica        | Lisboa  |

### Colectivas
| Evento                                   | Ano  | Lugar             |
| ---------------------------------------- | ---- | ----------------- |
| Walk&Talk Street Art Festival            | 2013 | Ponta Magra       |
| Wool Urban Art Festival                  | 2014 | Covilhã           |
| Smart Travel Festival                    | 2014 | Bragança          |
| O Bairro i o Mundo Festival              | 2014 | Loures            |
| Armazéns do Chiado Art Meeting           | 2014 | Lisboa            |
| Elementi Sotterranei Street Art Festival | 2014 | Gemona del Friuli |
| Montana Shop & Gallery "Mar Motto"       | 2014 | Lisboa            |
| Life is Beautiful Festival               | 2015 | Las Vegas         |
| Nuart Festival                           | 2015 | Stavanger         |
| From Trash to Art                        | 2015 | Bakú              |
| Graffiti Street Underground              | 2015 | Londres           |
| Urban Forms Festival                     | 2015 | Łódź              |
| Ocean Climax Festival                    | 2015 | Bordéus           |
| Agitágueda                               | 2015 | Águeda            |
| Observaria                               | 2015 | Estarreja         |